# Black Colt
Black Colt fue un estudio de 1993 sobre un vehículo orbital estadounidense de dos etapas lanzado desde el aire. El vehículo portador habría desdepegado desde una pista aérea convencional; una vez en el aire, se habría reunido con una aeronave para rellenar sus depósitos y habría acelerado hasta Mach 12 y subido a 277 km de altura para soltar la segunda etapa, Star 48V y sus 450 kg de carga útil.
A diferencia del Black Horse, habría usado tecnología ya existente.

## Especificaciones
- Carga útil: 450 kg a LEO (200 km de altura)
- Empuje en despegue: 402,05 kN
- Masa total: 43.160 kg
- Diámetro: 4,6 m
- Longitud total: 48 m